# Rudi Požeg Vancaš
Rudi Požeg Vancaš (Novo mesto, 15 marzo 1994) è un calciatore sloveno, centrocampista del Diósgyőr.

## Palmarès

### Club

#### Competizioni nazionali
- Campionato sloveno: 1

Maribor: 2021-2022
- Supercoppa di Slovenia: 1

Domžale: 2011